# 우리들의 완벽한 세계
《우리들의 완벽한 세계》(일본어: パーフェクトワールド 君といる奇跡, 영어: Perfect World)는 2018년 10월에 개봉한 일본의 로맨스 영화이다. 시바야마 겐지가 감독을, 카노메 케이코가 각본을 맡았다. 일본에서는 2018년 10월 5일에, 대한민국에서는 2019년 4월 4일에 개봉되었다.

## 줄거리
벚꽃이 흩날리던 따스한 봄날, ‘카와나(스기사키 하나)’는 고등학교 농구부 에이스 선배 ‘이츠키(이와타 타카노리)’에게 첫눈에 반한다. 미술부였던 ‘카와나’는 그를 주제로 그림을 그리지만, 고백할 용기도 못 내고 그 사랑은 끝나버린다.
“이 계절이 되면, 첫사랑이 떠오른다” 인테리어 회사에 입사한 ‘카와나’는 협력사 미팅 자리에서 우연히 첫사랑 ‘이츠키’와 재회한다. 휠체어를 타고 있지만, 여전히 건축가의 꿈을 이루려 노력하는 ‘이츠키’의 반짝이는 모습에 다시 사랑에 빠진 ‘카와나’. 하지만 사고 이후 모든 상황이 달라진 ‘이츠키’는 ‘카와나’의 행복을 위해 자신의 솔직한 감정을 숨기려 하는데... 다시 만난 첫사랑, 선배를 사랑해도 될까요?

## 출연진
- 스기사키 하나 - 카와나 츠구미 역
- 이와타 타카노리 - 아유카와 이츠키 역
- 스가 켄타 - 코레다 히로타카 역
- 아시나 세이 - 나가사와 아오이 역
- 오오마사 아야 - 유키무라 미키 역
- 자이젠 나오미 - 조연
- 코이치 만타로 - 조연
- 마기 - 조연
- 이토 카즈에 - 조연